# Rongcheng Hawtai Automobile
Rongcheng Hawtai Automobile Co.,Ltd. ist ein chinesischer Automobilhersteller und Fahrzeugimporteur. Der Markenname lautet Hawtai.

## Geschichte
Die Gründung des Unternehmens geht auf das Jahr 2000 zurück, in dem die beiden Städte Peking und Huatai den Entschluss fassten, Werke für die Produktion von Kraftfahrzeugen südkoreanischer Automobilmarken in China in lokalen Werken zu produzieren. Schnell wurden das Werkslogo Hawtais kreiert und man bemühte sich, passende und für den chinesischen Markt einmalige Produkte anzubieten und deren Lizenzen zu erwerben. Mit den beiden gesetzten Vorgaben fiel die Wahl auf Hyundai Motors.
Nach mehreren Monaten und zahlreichen Verhandlungen gelang es der Rongcheng Hawtai Automobile Co. Ltd. lediglich, die Lizenzen für die Produktion der Karosseriebauteile und für den Import von Kia-Fahrzeugen zu erhalten. Da der Bau des ersten Werkes in Huatai bereits abgeschlossen war, nahm man die Herstellung des Hyundai Santa Fe und des Hyundai Terracan auf. Als Motorisierung verwendet man Motoren aus chinesischer Herstellung.
Peking hingegen hatte Probleme, geeignete Hallen zu bekommen. Erheblich dazu beigetragen haben die nur langsam abschwächende Nachfrage der Beijing-Jeep-Fahrzeuge und die vorgegriffene Etablierung der Beijing DaimlerChrysler. Mit einem immer weiter währenden Verzug wurde die Stadtverwaltung nun gezwungen, vollkommen neue Produktionshallen bauen zu lassen. Nach der Bauzeit von drei Jahren begann die Produktion erst im Frühjahr 2006. Auch in diesen Fahrzeugen kommen Motoren aus chinesischer Produktion zum Einsatz.
Im Frühjahr 2008 kam ein drittes Werk nahe der Kleinstadt Xiandai hinzu. Dort werden die Modelle unter dem Markennamen Hawtai produziert. Hauptprodukt ist der unter Hyundai ausgelaufene Terracan. Mit dem neuen Werk begann aber allerdings auch die eigene Produktion der Motoren R315, R420, R425 und R428.
Anfang Mai 2011 versuchte der Konzern als strategischer Partner beim schwedischen Hersteller Saab einzusteigen, musste aber bereits wenige Tage später von diesen Plänen Abstand nehmen. Huatai war nicht in der Lage, notwendige Genehmigungen beizubringen.
2019 wurde bekannt, dass das Unternehmen gegenüber Zulieferern hohe Verbindlichkeiten hat. Vor dem obersten Volksgericht in China steht der Automobilhersteller im zweiten Prozess. Außerdem ist die offizielle Homepage nicht mehr erreichbar.

## Modellübersicht

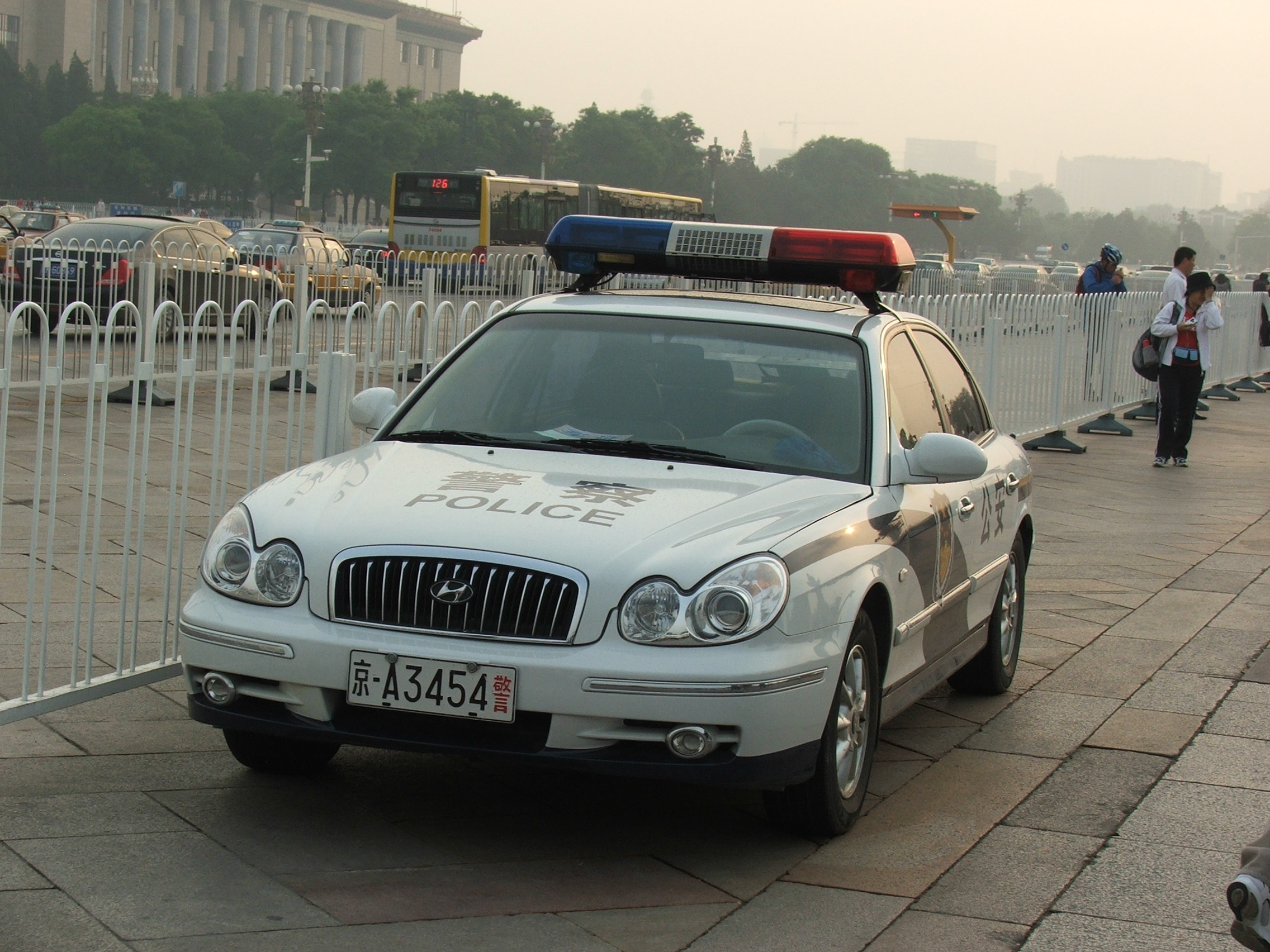
Ein Sonata der Pekinger Polizei aus der Produktion der Rongcheng Hawtai Automobile Co. Ltd.

- Hawtai A25 (SUV auf Basis des Hyundai ix35)
- Hawtai B21 (Stufenhecklimousine der Mittelklasse)
- Hawtai B11 (Stufenhecklimousine der oberen Mittelklasse)
- Hawtai Boliger (SUV auf Basis der SM-Generation des Hyundai Santa Fe)
- Hawtai Boliger Plus (SUV)
- Hawtai County (Originalname: 康 迪; Hyundai County)
- Hawtai Grandbird (Originalname: 格林伯德; Hyundai Grandbird)
- Hawtai Lusheng S1
- Hawtai Santa Fe (Originalname: 圣达菲; Hyundai Santa Fe der SM-Generation)
- Hawtai Shendafei 2
- Hawtai Terracan (Originalname: 特拉卡; Hyundai Terracan)
- Hawtai Universe (Bus)

## Verkaufszahlen in China
Zwischen 2004 und 2019 sind in der Volksrepublik China insgesamt 772.616 Neuwagen von Hawtai verkauft worden. Mit 129.232 Einheiten war 2017 das erfolgreichste Jahr.
| Jahr                             |      |  | Stück   |         |
| 2004                             | 2004 |  | 2.420   | 2.420   |
| 2005                             | 2005 |  | 6.046   | 6.046   |
| 2006                             | 2006 |  | 6.211   | 6.211   |
| 2007                             | 2007 |  | 7.369   | 7.369   |
| 2008                             | 2008 |  | 12.451  | 12.451  |
| 2009                             | 2009 |  | 50.569  | 50.569  |
| 2010                             | 2010 |  | 81.439  | 81.439  |
| 2011                             | 2011 |  | 56.364  | 56.364  |
| 2012                             | 2012 |  | 34.071  | 34.071  |
| 2013                             | 2013 |  | 28.812  | 28.812  |
| 2014                             | 2014 |  | 53.017  | 53.017  |
| 2015                             | 2015 |  | 71.172  | 71.172  |
| 2016                             | 2016 |  | 73.016  | 73.016  |
| 2017                             | 2017 |  | 129.232 | 129.232 |
| 2018                             | 2018 |  | 120.640 | 120.640 |
| 2019                             | 2019 |  | 39.790  | 39.790  |
| Verkaufszahlen in China, Quelle: |      |  |         |         |